# Chandapur, Shahpur
Chandapur là một làng thuộc tehsil Shahpur, huyện Gulbarga, bang Karnataka, Ấn Độ.